# العقماء (فلم)
العقماء  (بالإنجليزية: The Barrens) هو فيلم تم إنتاجه في كندا والولايات المتحدة وصدر في سنة 2012. الفيلم من إخراج دارن لين بوسمان.

## بطولة
- ميا كيرشنر

## وصلات خارجية
- مقالات تستعمل روابط فنية بلا صلة مع ويكي بيانات